# Hàm chi tiêu
Hàm chi tiêu là hàm số thể hiện quan hệ phụ thuộc của mức chi tiêu tối thiểu của người tiêu dùng để đạt được một mức thỏa dụng xác định trước và với mức giá được xem là ngoại sinh. Biểu diễn bằng công thức, hàm chi tiêu có dạng E = E(PX,PY,U) trong đó E là mức chi tiêu tối thiểu, U là mức thỏa dụng mục tiêu, PX,PY là giá cả các sản phẩm tiêu dùng (để cho đơn giản, giả định chủ thể kinh tế chỉ tiêu dùng 2 mặt hàng).
Hàm chi tiêu là hàm số mà:
- không giảm theo giá cả, vì giá cả tăng trong khi để mức thỏa dụng không đổi thì mức chi tối thiểu sẽ tăng.
- thuần nhất bậc 1 theo giá cả.
- lồi theo giá cả.
- liên tục theo giá cả.

Khi tính vi phân của hàm chi tiêu theo giá cả, sẽ có được lượng cầu về hàng hóa tối ưu.